# Pšata (gmina Domžale)
Pšata – wieś w Słowenii, w gminie Domžale. W 2018 roku liczyła 423 mieszkańców.